# 斷魂谷 (新南威爾士州)
斷魂谷（英語：The Gap）是在澳大利亞新南威爾士州面向太平洋的一處壯觀懸崖，位於悉尼東郊的沃森灣。
據澳洲傳媒報道，已有20－30人選擇以在此地跳下懸崖結束自己的生命，其中包括十號電視網的青年新聞播音員查梅因·德拉贡。

## 外部連結
33°50′37″S 151°17′05″E / 33.843519°S 151.284599°E